# Massenya
Massenya   este un oraș  în  partea de vest a Ciadului,  centru administrativ al regiunii  Chari-Baguirmi.